# Fyllonit
Fyllonit – drobnoziarnisty łupek krystaliczny należący do skał metamorficznych. Podobny do fyllitu, lecz powstały w wyniku diaftorezy, przede wszystkim mylonityzacji grubiejziarnistych (grubiejblastycznych) skał metamorficznych (gnejsów, amfibolitów). Głównymi procesami są chlorytyzacja ciemnych minerałów, albityzacja plagioklazów. Struktura może być granolepidoblastyczna, granonematonlastyczna, rzadziej granoblastyczna, tekstura jest łupkowa. 
Składa się głównie z kwarcu i serycytu oraz chlorytu, albitu, muskowitu, niekiedy biotytu, czasem pyłu grafitowego. Często spotyka się reliktowe ziarna (blasty) granatów, staurolitu, andaluzytu, biotytu.
W Polsce fyllonity występują przede wszystkim w Sudetach oraz w głębokim podłożu północno-wschodniej Polski.